# براندون راش
براندون راش (انگلیسی: Brandon Rush؛ زادهٔ ۷ ژوئیهٔ ۱۹۸۵) بازیکن بسکتبال اهل ایالات متحده آمریکا است.
از باشگاه‌هایی که در آن بازی کرده‌است می‌توان به گلدن استیت واریرز و ایندیانا پیسرز اشاره کرد.